# Матея Кежман
Матея Кежман (на сръбски Mateja Kežman) е сръбски футболист. Играе като нападател. Роден е на 12 април 1979 година в Земун, Сърбия.

## Кариера
Кежман прави впечатление на западните клубове още в Партизан и през през 2000 г. е преминава в холандския ПСВ Айндховен за сумата от € 10,5 милиона. Още в първия си сезон отбелязва 24 гола в 33 мача. Феновете на ПСВ му лепват прозвището „Батман“, а песента от едноименния филм звучи на „Филипс стейдиъм“ всеки път, когато той бележи. Дуета в нападение Кежман и Арен Робен си спечелили псевдонима „Батман и Робин“. През следващите три сезона Кежман отбелязва 81 гола за ПСВ, и през лятото на 2004 г. английския Челси предлага оферта на стойност £ 5,3 милиона за нападателя. При лондончани остава само един сезон, като започва титуляр едва в 14 срещи. Вкарва гол на финала и помага за спечелване на Карлинг къп срещу Ливърпул, с 3:2 след продължения. Преминава в Атлетико Мадрид, където историята се повтаря. Отново не успява да се наложи и след година през август 2006 е трансфериран в турския гранд Фенербахче. Подписва договор за 4 години, а трансферната сума е $ 9,75 милиона. С тях печели Турската Суперлига в годината когато клуба чества своята 100-годишнина. От 19 август 2008 Кежман се състезава като преотстъпен във френския Пари Сен Жермен. Впоследствие е закупен от парижани, но там не успява да се наложи и през 2009 е взет под наем от Зенит. В Русия Кежман тотално разочарова, като вкарва само 2 попадения в 10 срещи. В началото на 2011 подписва контракт с ФК Саут Чайна, но след края на сезона напуска.
Интересен факт е че по време на престоя си в Партизан идва на пробия в българския ЛОКО СФ където го обявяват за безперспективен играч и е върнат обратно в Сърбия.

## Успехи
- Клуб

 Партизан
- Шампион – 1998-99

 ПСВ Айндховен
- Ередивизи (2) 2000-01 и 2002-03
- Суперкупа на Холандия (3) 2000, 2001, 2003
- Челси
- Английска висша лига 2004-05
- Карлинг къп – 2005
- Индивидуални

 Партизан
- Първа лига Голмайстор – 2000
- Футболист на годината – 2000

 ПСВ Айндховен
- Голмайстор на Ередивизи 2001, 2003, 2004
- Купа на УЕФА Голмайстор – 2004